# میلگروو (ایندیانا)
میلگروو (به انگلیسی: Millgrove) یک منطقهٔ مسکونی در ایالات متحده آمریکا است که در شهرستان بلکفورد، ایندیانا واقع شده‌است. میلگروو ۲۸۵٫۹۱ متر بالاتر از سطح دریا واقع شده‌است.